# Pseudagrionoptera diotima
Pseudagrionoptera diotima är en trollsländeart som beskrevs av Friedrich Ris 1912. Pseudagrionoptera diotima ingår i släktet Pseudagrionoptera och familjen segeltrollsländor. IUCN kategoriserar arten globalt som otillräckligt studerad. Inga underarter finns listade i Catalogue of Life.